# Miloslav Kašpar
Genmjr. Miloslav Kašpar (12. února 1914 Praha – 14. listopadu 2009 Oxfordshire) byl československý generál, zpravodajský důstojník a účastník druhého a třetího odboje.

## Život

### Před druhou světovou válkou
Miloslav Kašpar se narodil 12. února 1914 v Praze v rodině Josefa Kašpara a Marie rozené Vavřičkové. Vychodil obecnou školu a v roce 1932 maturoval na pražském vyšším reálném gymnáziu, následně absolvoval mezi lety 1933 a 1934 jednoroční abiturientský kurz obchodní akademie rovněž v Praze. Prezenční vojenskou službu nastoupil v roce 1934 a absolvoval jí v Olomouci a Brně. Stal se vojákem z povolání a v roce 1937 ukončil studium na Vojenské akademii v Hranicích, následně působil na velitelských funkcích u čet a rot v Bratislavě, v roce 1938 pak v Komárně. Během všeobecné mobilizace v roce 1938 vykonával funkci velitele kulometné roty.

### Druhá světová válka

#### Polsko
Po německé okupaci a rozpadu Československa uprchl Miloslav Kašpar již 18. března 1939 z Bratislavy přes Oravu do Polska a to společně s Arnoštem Valentou, Karlem Pecinou, Otakarem Šarapatkou a Karlem Karnetem. V Polsku ještě nebyly zřízeny struktury pro přijímání Čechoslováků do zahraničního vojska a tak všichni kromě Karla Karneta přijali nabídku polské vojenské zpravodajské služby a začali pro ní pracovat zpět na území Protektorátu Čechy a Morava proti německé moci. Miloslav Kašpar tak činil do 27. srpna 1939. O dva dny později byl prezentován u vznikající československé zahraniční jednotky v Krakově. Po úspěšném napadení Polska nacistickým Německem padl společně s jednotkou do sovětské internace.

#### Francie
Během dubna 1940 dostal Miloslav Kašpar možnost přesunout se do francouzského Agde, kde vstoupil do zde vznikající československé jednotky a stal se velitelem kulometné čety. Během bitvy o Francii se zúčastnil bojů na Loiře, po pádu Francie odplul do britského Plymouthu.

#### Spojené království
Po prezenci u československé jednotky ve Spojeném království plnil Miloslav Kašpar zpočátku funkci velitele pěší čety. Po absolvování potřebných kurzů a školení nastoupil na přelomu let 1942 a 1943 do funkce zástupce přednosty zpravodajského oddělení 1. československé samostatné brigády, následně se stal přímo jejím přednostou. Mj. byl spoluzodpovědný za výběr příslušníků Operace Anthropoid. Na jaře 1943 plnil funkci pobočníka velitele československé školy pro důstojníky štábu v Milton Hall, od října 1943 do dubna 1944 sloužil u britské armády a mj. se účastnil předinvazních cvičení. Poté do února 1945 působil ve zpravodajském odboru československého ministerstva vnitra v Londýně. V březnu 1945 doprovázel československé politiky na Slovensko, poté se zúčastnil v rámci 1. československého armádního sboru osvobozování československého území v ose Vsetín - Boskovice - Čáslav - Praha.

### Po druhé světové válce
Po skončení druhé světové války působil Miloslav Kašpar u složek organizujících odsun německého obyvatelstva z Československa, následně studoval na Vysoké škole válečné v Praze, na které pak od srpna 1946 působil jako profesor taktiky pozemních jednotek. Po komunistickém převratu v únoru 1948 mu byla vyslovena nedůvěra a proto již 14. března téhož roku odešel do Bavorska. Zde se podílel na vzniku československého protikomunistického odboje v zahraničí. Působil jako zpravodajec v Německu a následně ve skupině československých zpravodajců pracujících pro Spojené království. Pro něj plnil mise ve Francii, Rakousku a na Kypru. Službu ukončil v roce 1958 a do roku 1978 pracoval jako obchodník u soukromé firmy. Poté odešel do penze. Nesmířil se se Sovětskou okupací Československa v roce 1968 a v Londýně vedl před československým velvyslanectvím četné demonstrace proti ní. V roce 1990 byl v Československu rehabilitován a povýšen do hodnosti generálmajora ve výslužbě. Žil ve Spojeném království a stal se předsedou Československé obce legionářské pro zahraničí. Zemřel 14. listopadu 2009 v Oxfordshire.

## Rodina
Miloslav Kašpar se v roce 1944 ve Velké Británii oženil s Paulette Peggovou. Manželům se v letech 1953 a 1956 narodili dva synové.

## Sport
Miloslav Kašpar byl aktivním sportovcem, mj. skvělým fotbalistou. Ve třicátých letech dostal nabídku hrát za pražskou Spartu, dal ale přednost vojenské kariéře.

## Vyznamenání
- 1940 Croix de guerre
- 1940 Československý válečný kříž 1939
- 1945 Řád rumunské hvězdy